# Mokro (ort)
Mokro är en ort i Montenegro. Den ligger i den centrala delen av landet. Mokro ligger 1 056 meter över havet och antalet invånare är 190.
Terrängen runt Mokro är huvudsakligen kuperad. Mokro ligger nere i en dal. Närmaste större samhälle är Šavnik, 3,7 km nordost om Mokro. Trakten runt Mokro består till största delen av jordbruksmark. Utanför dalgången finns skog.